# 二階堂綾乃
二階堂 綾乃（にかいどう あやの、1988年1月12日 - ）は、日本の漫画家、イラストレーターである。
埼玉県出身、千葉県育ち。

## 略歴
2010年7月に原宿でスカウトされタレントデビュー。間もなく開設したオフィシャルブログにて、趣味であるプロレスをマニアックに綴り、濃厚なイラストを掲載。これがブログ『多重ロマンチック』の目に留まり取材され、ネット上で話題となる。これを受けて翌年1月より新日本プロレスオフィシャルパンフレットにてイラストコラム『新日本学園　女子イラスト部』を連載開始。
同年2月には写真集『音楽とセシル』（発売元：ボカロレボリューション製作委員会、販売元：ヤマハミュージックメディア）を発売。
2012年2月発売の雑誌『Dropkick vol.4』では、プロレスラーのコスプレ（ブルーザー・ブロディ）でグラビアを飾る新境地を開き、同年12月発売の『Dropkick Dynamite！』では女子プロレスラー、格闘家に混じりグラビアモデルとしてスタン・ハンセンのセクシーコスプレを披露した。
2012年9月13日からは新日本プロレス携帯&スマホサイトにて『新日本学園女子イラスト部（出張版）』を連載開始。
同年11月に『週刊プロレス』誌上で事務所を離れフリーになることを明らかにした。
フリーになって以降はイラストレーターとしての活動を活発化させているが、多様な活動スタイルは「お絵かきファンタジスタ」と称されている。
2018年3月3日にプロレスファンとの入籍を発表。2019年10月27日に第一子出産。

## 人物
- プロレスに興味を持ったきっかけは、バンド活動時にドラマーがグレート・ムタのペイントをしていたこと。初めて見た試合もグレート・ムタvs新崎人生戦。
- 専門学校の卒業制作はプロレスパンフレットだった。
- 好きな観戦場所は後楽園ホールのバルコニー。
- 高校時代、倫理の授業で、規定の数をはるかに上回る枚数の連続殺人犯についてのレポートを作成した。
- 愛読書は戦争、虐待、災害、殺人犯についてのノンフィクションと、漫画『ジョジョの奇妙な冒険』、『バガボンド』、『花の慶次』、『グラップラー刃牙』。
- 中学は演劇部。高校でヨット部。大学は英語コミュニケーション学科だった[10]。
- 高校一年の時、校内のミスコンに学年トップで選出。“他のクラスや学年の人が私を見に教室に押し掛ける”という少女マンガ的展開を経験した[11]。
- プロレスに感化され、2014年春ごろから自らも総合格闘技、柔術を習う(後述するコラム、『オールラウンダーAYANO』に詳しい)。2015年6月28日、埼玉県・レッスル武闘館「湘南魂14」での小貫姉さんマーコート戦で格闘家デビュー。

## 執筆

### 連載
- 『新日本学園女子イラスト部（出張版）』（新日本プロレス・オフィシャル携帯＆スマホサイト）2012年9月13日 - 2013年1月17日[12]、2014年1月9日 - [13][14]
- 『二階堂画伯のオールラウンダーAYANO』（Dropkick チャンネル）2014年4月29日〜　※プオタ女子のMMAチャレンジ日記[15]。

### 過去の連載
- 『新日本学園　女子イラスト部』（新日本プロレス・オフィシャルパンフレット）2011年1月 - 2013年1月
- 『お絵描きアイドル二階堂綾乃の『プロレス☆イラストメーカー』』（人間風車）2012年3月14日 - 2012年5月16日
- 『お絵描きアイドル二階堂綾乃の『プロレス格闘技☆イラスト探訪』』（人間風車）2012年5月23日 - 2012年10月26日　※Dropkick チャンネルへ連載を移動
- 『【必撮！】素撮るんデスSTYLE』（新日本プロレス・オフィシャル携帯＆スマホサイト）2012年11月21日 - 11月27日分担当[16]
- 『プロレスお絵かきお姉さん　二階堂綾乃の乙女的イラストリポート』（ベースボールマガジン社「週刊プロレス」）2013年5月29日号 - 2014年2月5日号[17]
- 『お絵描きアイドル二階堂綾乃の『プロレス格闘技☆イラスト探訪』』（Dropkick チャンネル）2012年10月26日 - 2014年3月20日(不定期)
- 『二階堂綾乃の「女の子の護身術イラスト講座」』（Dropkick チャンネル）2014年4月6日、4月15日[18]
- 『MANGA キング・オブ・豆しばプロレス』（ブシロード『ブシロードTCGマガジン』）2014年6月発刊Vol.28、ブシロード『月刊ブシロード』2014年7月号 - 9月号、ブシロード『キングオブプロレスリング』WEBサイト「二階堂綾乃と豆をつまみにキンプロでも」内2014年10月3日 - 2017年3月31日）[19]　※棚橋しばを主人公にした豆しば4コマ漫画。

### 出展
- 『3×2＝6 〜19年目の326展〜』2014年4月29日 - 5月12日、東京・吉祥寺「キチジョウジギャラリー」[20]

### キャラクターデザイン
- 中央大学ラグビー部マスコットキャラクター・Chubee （チュウビー）[21][22][23]
- ペニー坊や（新日本プロレス・田口隆祐マスコットキャラクター）

### デザイン
- 新日本プロレス『G1 CLIMAX 25』スタンプラリー・スタンプデザイン（全19種）（2015年）[24]
- 新日本プロレス『WRESTLING WORLD 2015 IN TAIWAN』スタンプデザイン（全2種）（2015年）
- 「イヤァオ!! 新日本プロレス×豆しばプロレス」（LINEスタンプ）（2015年）[25]
- 「新日本学園・女子イラスト部」コラボTシャツ(二階堂綾乃『こけし旋風』)（2016年）[26]
- 新日本プロレス『G1 CLIMAX 26』スタンプラリー・スタンプデザイン（2016年）
- L・I・J『死者の日』Tシャツ（2016年）
- 新日本プロレス台湾大会　スタンプラリーデザイン（全2種）（2016年）
- 新日本プロレス闘魂SHOP獣神サンダー・ライガー「獣神雷牙」Tシャツ（2017）[27]
- 真壁刀義「UNCHAINED GORILLA」Tシャツ（2017）

## 出演

### テレビ
- 『ユニオンファンタジア』（2011年7月21日、CSサムライTV）
- 『プロ格向上委員会（仮）』第4回G1 CLIMAXスペシャル（初回放送2014年7月13日[28]、CSサムライTV）
- 『新日本プロレス大作戦』 #47「プロレス☆クイズ王決定戦＜前編＞」初回放送2014年9月16日、CSサムライTV
- 『新日本プロレス大作戦』 #48「プロレス☆クイズ王決定戦＜後編＞」（初回放送2014年9月22日、CSサムライTV）- 前編後編ともにキャプテン・ニュージャパンとのコンビでクイズに挑戦。
- 『新日本プロレス大作戦DX』 #16「大プロレス祭を盛り上げろ！大作戦（後編）」（初回放送2015年1月28日[29]、CSサムライTV）
- 『新日本プロレス大作戦DX』 #64 「再び大プロレス祭りを盛り上げろ！大作戦（後編）」（初回放送2016年1月27日[30]、CSサムライTV）
- 『新日本プロレス大作戦DX』 #85「二階堂さんと仲直り！大作戦（前編）」（初回放送2016年10月5日[31]、CSサムライTV）
- 『新日本プロレス大作戦DX』 #85「二階堂さんと仲直り！大作戦（後編）」（初回放送2016年10月12日、CSサムライTV）
- 『新日本プロレス大作戦DX』 #96「またまた大プロレス祭りを盛り上げろ！大作戦＜後編＞」（初回放送2017年3月8日[32]、CSサムライTV）
- 『お願いランキングお願い超選挙』（2017年7月7日、8月24日、テレビ朝日）

### ラジオ
- 『アポロン』（2014年8月7日、TOKYO FM）[33]

### 舞台
- ガラ劇『ELEPHANT FOOT』(2011年10月14日〜10月16日、高円寺・明石スタジオ)客演 - 少年役
- ガラ劇『(仮)約八つのお話』(2012年2月23日〜2月26日、高円寺・明石スタジオ)客演 - アナウンサー役
- ガラ劇『ガラ版地獄』(2012年5月10日〜5月13日、高円寺・明石スタジオ)主演 - パンチョ役
- 劇団コラソン『先輩かっけ〜っす！リターンズ』（2014年2月27日〜3月2日、新宿・タイニイアリス） - アヤノ役[34]

### インターネット配信
- ムーパルtv『格闘技殿堂』#5　2011年11月9日(ゲスト)※共演は藤原喜明
- ニコニコ生放送(Dropkick チャンネル)『二階堂綾乃のイラストプロレス探訪inニコ生』2012年11月24日
- ニコニコ生放送(Dropkick チャンネル)『二階堂綾乃女史にG-1の感想を聞く配信』2013年8月9日
- ニコニコ生放送(Dropkick チャンネル)『二階堂綾乃女史の新日本プロレス2013』2013年12月1日[35]
- ニコニコ生放送(Dropkick チャンネル)『オールラウンダーAYANO〜ニコ生編〜』2014年5月23日
- USTREAM(ビデオ・パック・ニッポン)『新日本プロレス公式BD・DVDチャンネル』2014年7月30日(ゲスト)[36]
- USTREAM(ビデオ・パック・ニッポン)『NJPW DVD DX』#2 - #21、#23 - #32　2014年8月28日、9月25日、10月30日(以上ゲスト)、11月20日、12月18日、2015年1月29日、2月26日、3月17日、3月26日、4月21日、5月21日、6月9日、6月30日、7月23日、8月27日、9月15日、10月13日、11月13日、12月18日、2016年1月28日(以上司会)、3月29日、4月28日、5月26日、6月28日、7月26日、8月29日、9月29日、12月6日、2017年2月6日、3月21日（以上MC）

### 雑誌
- 『SPRING』(2011年2月、バンタン・デザイン研究所)[37]
- 『Dropkick vol.3』(2011年11月、晋遊舎)
- 『Dropkick vol.4』(2012年2月、晋遊舎)
- 『Dropkick vol.7』(2012年8月、晋遊舎)
- 『週刊プロレス』2012年 11/21号(ベースボールマガジン社)「プロレス界で働く人々」
- 『Dropkick Dynamite！』(2012年12月、晋遊舎)グラビア
- 『週刊プロレス』2013年 9/25号(ベースボールマガジン社)「週プロWOMAN」三田佐代子、元井美貴との座談会
- 『CHAOS COMPLETE BOOK』（2013年10月、イースト・プレス）田口華、KOTAOとの“CHAOS女子会”座談会
- 『NJPW e-books 2013 WRESTLE KINGDOM 7』(販売：NeNe/発行：新日本プロレスEbooks) [Kindle版]電子書籍版発売は2013年12月17日。「萌えろ！新日本プロレス座談会」にて赤井沙希、吉河順央、三田佐代子とともに座談会参加。同誌には連載コラムも掲載。
- 『an・an』（2017年6月21日号、マガジンハウス）どきどきするきもち推薦者

### 写真集
- 『音楽とセシル』2011年2月28日(ヤマハミュージックメディア)

### イベント
- 『二階堂☆ナイト〜あなたのハートにドロップキック〜』2011年8月31日、新宿歌舞伎町・ドロップキック
- 『ここんとこ・とことんライブ〜トークとネタ』2012年10月22日、スタジオ中野シェイプレス（トークゲスト）[38]
- 大プロレス祭り2015　プ女子的“イッテンヨン”大予想会（2015年1月3日、ディファ有明）出演：元井美貴、二階堂綾乃、白川未奈、田口華　MC：清野茂樹[39]

### テレビCM
- 花王 ふんわりニュービーズNeo 香り体験編（2012年）[40]